# Studio Filmowe „Zebra”
Studio Filmowe „Zebra” (SF „Zebra”) – zespół produkcji filmowych, którego założycielem i dyrektorem był Juliusz Machulski. 
Było państwową instytucją kultury. Na podstawie Zarządzenia Ministra Kultury i Dziedzictwa Narodowego z dnia 3 września 2019 r. z dniem 1 października 2019 r., połączyło się ze studiami Tor, Kadr, SMF i „starą” WFDiF. Na ich bazie powstała nowa Wytwórnia Filmów Dokumentalnych i Fabularnych.

## Wybrane produkcje Studia Filmowego Zebra
- Sztuka kochania (1989)
- Porno (1990)
- Deja vu (1990)
- Mów mi Rockefeller (1990)
- Seszele (1991)
- Kroll (1991)
- V.I.P (1991)
- Kuchnia polska (1991)
- Psy (1992)
- 1968. Szczęśliwego Nowego Roku (1993)
- Szwadron (1993)
- Nic śmiesznego (1996)
- Kiler (1997)
- Dług (1999)
- Kiler-ów 2-óch (1999)
- Dzień świra (2002)
- Mój Nikifor (2004)
- Vinci (2004)
- Plac Zbawiciela (2006)
- Ile waży koń trojański? (2008)
- Kołysanka (2010)
- Uwikłanie (2011)
- Bilet na Księżyc (2013)